# Liste der Gemeinden im Département Seine-Saint-Denis

Lage des Départements Seine-Saint-Denis

Das französische Département Seine-Saint-Denis untergliedert sich in drei Arrondissements und 39 Gemeinden (frz. communes) (Stand 1. Januar 2025).
| Code INSEE | Post- leitzahl | Gemeinde                | Einwohner (Stand 1. Januar 2022) | Fläche in km² | Einwohner je km² | Kanton seit 30. März 2015 Kanton bis 29. März 2015                                                       | Arrondissement seit 2017 Arrondissement bis 2016 | Gemeindeverband                                    |
| ---------- | -------------- | ----------------------- | -------------------------------- | ------------- | ---------------- | --- | ------------------------------------------------ | -------------------------------------------------- |
| 93001      | 93300          | Aubervilliers           | 89.489                           | 5,76          | 15536            | Aubervilliers Aubervilliers-Est Aubervilliers-Ouest                                                      | Saint-Denis                                      | Métropole du Grand Paris und Plaine Commune        |
| 93005      | 93600          | Aulnay-sous-Bois        | 86.360                           | 16,20         | 5331             | Aulnay-sous-Bois Aulnay-sous-Bois-Nord Aulnay-sous-Bois-Sud                                              | Le Raincy                                        | Métropole du Grand Paris und Paris Terres d’Envol  |
| 93006      | 93170          | Bagnolet                | 41.776                           | 2,57          | 16255            | Bagnolet                                                                                                 | Bobigny                                          | Métropole du Grand Paris und Est Ensemble          |
| 93008      | 93000          | Bobigny                 | 55.270                           | 6,77          | 8164             | Bobigny Bondy Bobigny                                                                                    | Bobigny                                          | Métropole du Grand Paris und Est Ensemble          |
| 93010      | 93140          | Bondy                   | 51.066                           | 5,47          | 9336             | Bondy Bondy-Nord-Ouest Bondy-Sud-Est                                                                     | Bobigny                                          | Métropole du Grand Paris und Est Ensemble          |
| 93014      | 93390          | Clichy-sous-Bois        | 29.551                           | 3,95          | 7481             | Livry-Gargan Le Raincy                                                                                   | Le Raincy                                        | Métropole du Grand Paris und Grand Paris Grand Est |
| 93015      | 93470          | Coubron                 | 5156                             | 4,14          | 1245             | Tremblay-en-France Montfermeil                                                                           | Le Raincy                                        | Métropole du Grand Paris und Grand Paris Grand Est |
| 93029      | 93700          | Drancy                  | 71.312                           | 7,76          | 9190             | Drancy Le Blanc-Mesnil Drancy Le Bourget                                                                 | Le Raincy Bobigny                                | Métropole du Grand Paris und Paris Terres d’Envol  |
| 93030      | 93440          | Dugny                   | 11.723                           | 3,89          | 3014             | La Courneuve Le Bourget                                                                                  | Le Raincy Bobigny                                | Métropole du Grand Paris und Paris Terres d’Envol  |
| 93031      | 93800          | Épinay-sur-Seine        | 53.564                           | 4,57          | 11721            | Épinay-sur-Seine Saint-Ouen-sur-Seine Épinay-sur-Seine                                                   | Saint-Denis                                      | Métropole du Grand Paris und Plaine Commune        |
| 93032      | 93220          | Gagny                   | 40.790                           | 6,83          | 5972             | Gagny | Le Raincy                                        | Métropole du Grand Paris und Grand Paris Grand Est |
| 93033      | 93460          | Gournay-sur-Marne       | 7101                             | 1,68          | 4227             | Noisy-le-Grand                                                                                           | Le Raincy                                        | Métropole du Grand Paris und Grand Paris Grand Est |
| 93039      | 93450          | L’Île-Saint-Denis       | 8682                             | 1,77          | 4905             | Saint-Ouen-sur-Seine Saint-Denis-Sud                                                                     | Saint-Denis                                      | Métropole du Grand Paris und Plaine Commune        |
| 93027      | 93120          | La Courneuve            | 47.086                           | 7,52          | 6261             | La Courneuve                                                                                             | Saint-Denis                                      | Métropole du Grand Paris und Plaine Commune        |
| 93007      | 93150          | Le Blanc-Mesnil         | 59.912                           | 8,05          | 7442             | Le Blanc-Mesnil                                                                                          | Le Raincy                                        | Métropole du Grand Paris und Paris Terres d’Envol  |
| 93013      | 93350          | Le Bourget              | 15.052                           | 2,08          | 7237             | La Courneuve Le Bourget                                                                                  | Le Raincy Bobigny                                | Métropole du Grand Paris und Paris Terres d’Envol  |
| 93061      | 93310          | Le Pré-Saint-Gervais    | 16.733                           | 0,70          | 23904            | Pantin Les Lilas                                                                                         | Bobigny                                          | Métropole du Grand Paris und Est Ensemble          |
| 93062      | 93340          | Le Raincy               | 14.778                           | 2,24          | 6597             | Villemomble Le Raincy                                                                                    | Le Raincy                                        | Métropole du Grand Paris und Grand Paris Grand Est |
| 93045      | 93260          | Les Lilas               | 23.262                           | 1,26          | 18462            | Bagnolet Les Lilas                                                                                       | Bobigny                                          | Métropole du Grand Paris und Est Ensemble          |
| 93057      | 93320          | Les Pavillons-sous-Bois | 24.872                           | 2,92          | 8518             | Bondy Les Pavillons-sous-Bois                                                                            | Le Raincy Bobigny                                | Métropole du Grand Paris und Grand Paris Grand Est |
| 93046      | 93190          | Livry-Gargan            | 46.507                           | 7,38          | 6302             | Livry-Gargan                                                                                             | Le Raincy                                        | Métropole du Grand Paris und Grand Paris Grand Est |
| 93047      | 93370          | Montfermeil             | 28.257                           | 5,45          | 5185             | Tremblay-en-France Montfermeil                                                                           | Le Raincy                                        | Métropole du Grand Paris und Grand Paris Grand Est |
| 93048      | 93100          | Montreuil               | 110.758                          | 8,92          | 12417            | Montreuil-1 Montreuil-2 Montreuil-Est Montreuil-Nord Montreuil-Ouest                                     | Bobigny                                          | Métropole du Grand Paris und Est Ensemble          |
| 93049      | 93360          | Neuilly-Plaisance       | 21.914                           | 3,42          | 6408             | Villemomble Neuilly-Plaisance                                                                            | Le Raincy                                        | Métropole du Grand Paris und Grand Paris Grand Est |
| 93050      | 93330          | Neuilly-sur-Marne       | 38.799                           | 6,86          | 5656             | Gagny Neuilly-sur-Marne                                                                                  | Le Raincy                                        | Métropole du Grand Paris und Grand Paris Grand Est |
| 93051      | 93160          | Noisy-le-Grand          | 71.632                           | 12,95         | 5531             | Noisy-le-Grand                                                                                           | Le Raincy                                        | Métropole du Grand Paris und Grand Paris Grand Est |
| 93053      | 93130          | Noisy-le-Sec            | 45.915                           | 5,04          | 9110             | Bobigny Noisy-le-Sec                                                                                     | Bobigny                                          | Métropole du Grand Paris und Est Ensemble          |
| 93055      | 93500          | Pantin                  | 60.954                           | 5,01          | 12166            | Pantin Pantin-Est Pantin-Ouest                                                                           | Bobigny                                          | Métropole du Grand Paris und Est Ensemble          |
| 93063      | 93230          | Romainville             | 35.314                           | 3,44          | 10266            | Bagnolet Romainville                                                                                     | Bobigny                                          | Métropole du Grand Paris und Est Ensemble          |
| 93064      | 93110          | Rosny-sous-Bois         | 45.947                           | 5,91          | 7774             | Montreuil-1 Rosny-sous-Bois                                                                              | Le Raincy Bobigny                                | Métropole du Grand Paris und Grand Paris Grand Est |
| 93066      | 93200 93380    | Saint-Denis             | 148.907                          | 15,77         | 9442             | Saint-Denis-1 Saint-Denis-2 Épinay-sur-Seine Saint-Denis-Nord-Est Saint-Denis-Nord-Ouest Saint-Denis-Sud | Saint-Denis                                      | Métropole du Grand Paris und Plaine Commune        |
| 93070      | 93400          | Saint-Ouen-sur-Seine    | 53.041                           | 4,31          | 12306            | Saint-Ouen-sur-Seine Saint-Denis-Sud Saint-Ouen                                                          | Saint-Denis                                      | Métropole du Grand Paris und Plaine Commune        |
| 93071      | 93270          | Sevran                  | 51.640                           | 7,28          | 7093             | Sevran                                                                                                   | Le Raincy                                        | Métropole du Grand Paris und Paris Terres d’Envol  |
| 93072      | 93240          | Stains                  | 40.600                           | 5,39          | 7532             | Saint-Denis-2 (Seine-Saint-Denis) Stains                                                                 | Saint-Denis                                      | Métropole du Grand Paris und Plaine Commune        |
| 93073      | 93290          | Tremblay-en-France      | 38.210                           | 22,44         | 1703             | Tremblay-en-France                                                                                       | Le Raincy                                        | Métropole du Grand Paris und Paris Terres d’Envol  |
| 93074      | 93410          | Vaujours                | 7743                             | 3,78          | 2048             | Tremblay-en-France Montfermeil                                                                           | Le Raincy                                        | Métropole du Grand Paris und Grand Paris Grand Est |
| 93077      | 93250          | Villemomble             | 29.973                           | 4,04          | 7419             | Villemomble                                                                                              | Le Raincy Bobigny                                | Métropole du Grand Paris und Grand Paris Grand Est |
| 93078      | 93420          | Villepinte              | 39.647                           | 10,37         | 3823             | Sevran Villepinte                                                                                        | Le Raincy                                        | Métropole du Grand Paris und Paris Terres d’Envol  |
| 93079      | 93430          | Villetaneuse            | 12.432                           | 2,31          | 5382             | Épinay-sur-Seine Pierrefitte-sur-Seine                                                                   | Saint-Denis                                      | Métropole du Grand Paris und Plaine Commune        |

## Veränderungen im Gemeindebestand seit der landesweiten Neuordnung der Kantone

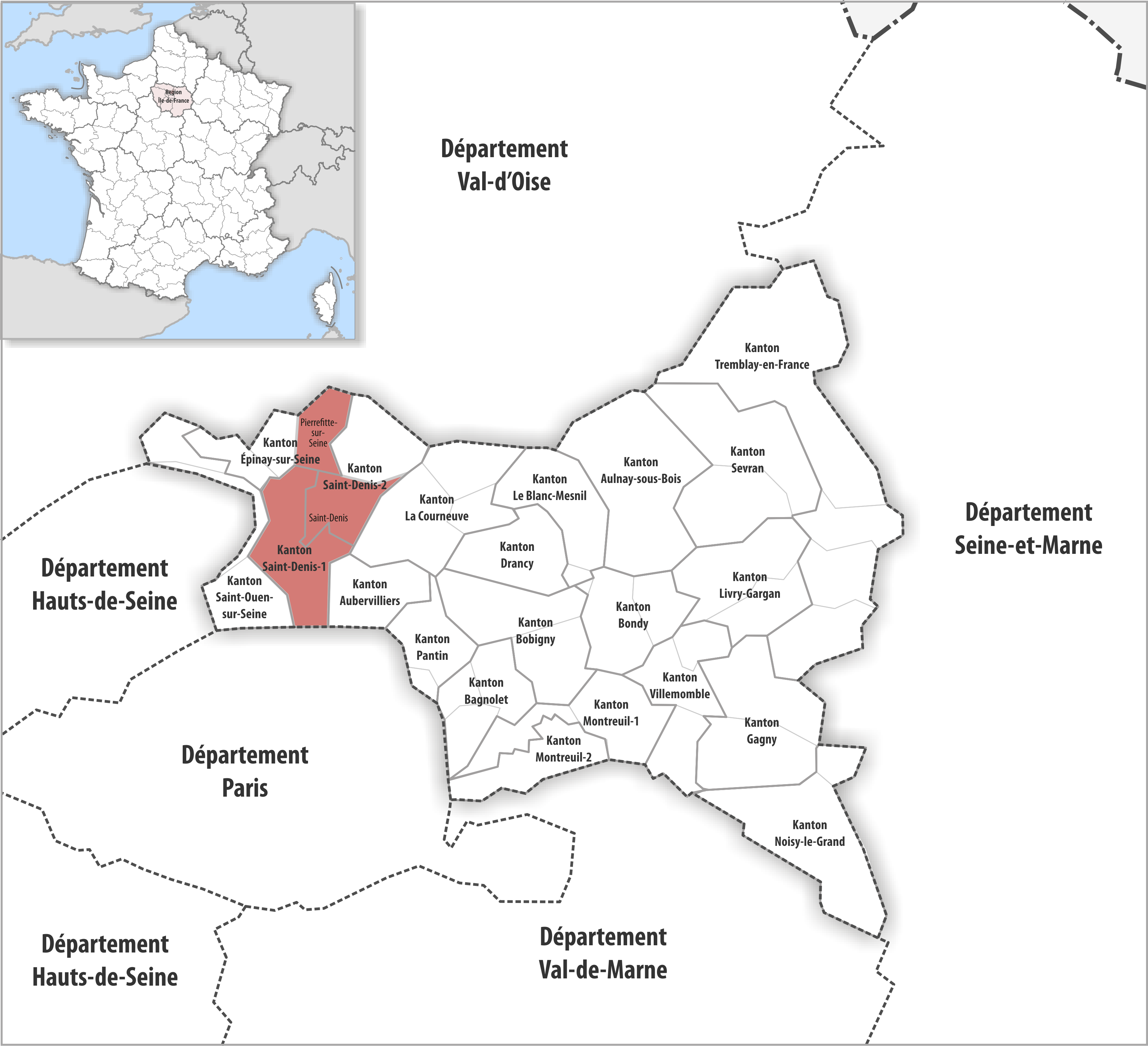
Gemeinden bis 2024

2025:
- Fusion Pierrefitte-sur-Seine und Saint-Denis → Saint-Denis